# Santa Eulalia (Polaciones)
Santa Eulalia es una localidad del municipio de Polaciones (Cantabria, España). Es un pequeño núcleo de población de sólo 11 habitantes en el año 2024. Se encuentra a 940 m s. n. m. Dista 6 km de Lombraña, la capital municipal.
Celebra la festividad de Santa Eulalia y San Mamés el 12 de febrero. 

## Historia
Es la primera localidad del valle citada documentalmente. En efecto, en el año 955 fue donada la iglesia de Santa Eulalia de Polaciones, con "sus solares poblados y por poblar, sus heredades, prados, tierras y montes", a la iglesia de Piasca. En 1185 pertenecía a la Orden de Santiago.
En el Becerro de las Behetrías de Castilla (1351) aparece mencionado este lugar como perteneciente a la Merindad de Liébana y Pernía.
Hasta la década de 1950 se denominó Santa Olalla.

## Patrimonio
En esta localidad se encuentra el yacimiento del castro de Santa Eulalia (o Santa Olalla), datado en torno a los siglos VIII-IX. En él pueden verse restos de una fortificación con fosos que pudo ser construido en época de Reconquista como cerrojo del Condado de Liébana. Su iglesia parroquial, dedicada a Santa Eulalia, es de tradición gótica, aunque se erigió en el siglo XVI. Alberga un retablo del siglo XVIII.
- Datos: Q6120411